# European Remote Sensing Satellite

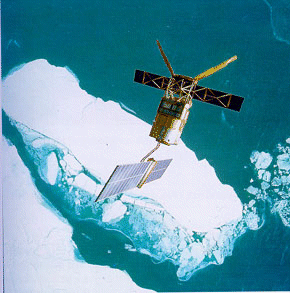
ERS-Satellit über der Antarktis (Fotomontage)

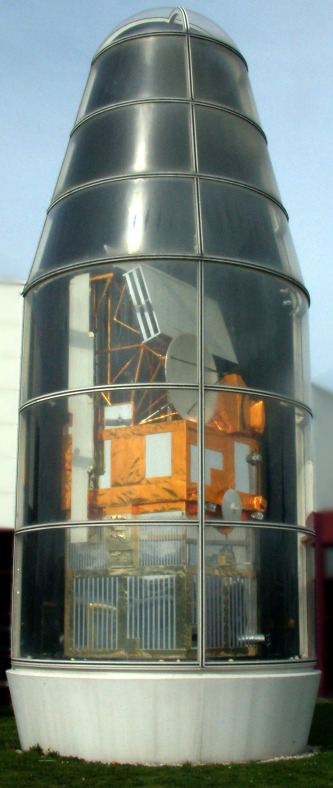
Modell: ERS-Satellit in der Nutzlastverkleidung der Ariane 4

Die European Remote Sensing Satellites ERS-1 und ERS-2 waren Satelliten der Europäischen Weltraumorganisation (ESA), die der Fernerkundung der Erdoberfläche dienten. ERS-1 war der erste Erdbeobachtungssatellit der ESA und einer ihrer wichtigsten Satellitenentwicklungen der 1980er Jahre. Innovativ war vor allem der Einsatz eines Synthetic Aperture Radars.

## Entwicklung und Aufbau
Erste Projektstudien begannen 1977. Die DASA war Hauptauftragnehmer für beide Missionen und lieferte sowohl die Plattform als auch einige Hauptinstrumente. Ausgerüstet waren die Satelliten mit jeweils mehreren („multidisziplinären“) Messtechniken für verschiedene Spektralbereiche (UV/VIS-Bereich, Infrarot-Bereich, Mikrowellen). Gebaut wurden ERS-1 und ERS-2 von einem Firmenkonsortium unter der Systemführung der Dornier-System GmbH in Friedrichshafen. Diese Firma hat zudem den SAR-Sensor entwickelt. Ebenso wurde die ERS-Bodenstation in der Antarktis von Dornier gebaut.

## Satellitenbahnen und Bildspuren
Die beiden Satelliten wurden am 17. Juli 1991 und 21. April 1995 mit Ariane-4-Raketen in die Erdumlaufbahn gebracht. Die ERS-Satelliten umrundeten die Erde in etwa 100 Minuten und laufen auf nahezu polaren Umlaufbahnen, wodurch sie sonnensynchron ausgelegt werden konnten. Das bedeutet, dass die Bahnebenen immer im selben Winkel zur Sonne stehen und die aufgenommenen Bildstreifen auch zu verschiedenen Zeiten etwa dieselben Verhältnisse bei Beleuchtung und Kontrast aufweisen.

### Streifenartiges Scannen der Erde
Die Satellitenbahnen waren so ausgelegt, dass sie in 35 Tagen fast jede Stelle der Erde zumindest einmal mit ihren Sensoren überstrichen.
Dieses streifenförmige Überfliegen kommt durch zwei Effekte zustande: die Erdrotation und die Präzession der Bahnebenen. Die Bahnen von Satelliten stellen Ellipsen oder Kreise dar und verlaufen genähert nach den Kepler-Gesetzen. Ihre Ebenen bleiben im umgebenden Raum (Bezugssystem der Sterne) weitgehend raumfest, sodass sich unser Heimatplanet unter diesen Bahnen hinwegdreht. Das hat zur Folge, dass ERS- und ähnliche Satelliten die Erdoberfläche nach und nach in zusammenhängenden Bildstreifen abtasten können.
Würde ein polarnaher Satellit (Nord-Süd fliegend) nun genau 14-mal täglich die Erde umkreisen, käme er nach jedem Tag fast zum selben Streifen zurück. Hätte also z. B. ERS-2 diese Umlaufzeit von 102,57 Minuten, könnte er die Erdoberfläche zwar täglich entlang gewisser Meridiane beobachten, die dazwischen liegenden Gebiete aber nicht. Man ändert und stabilisiert die Bahnen daher so, dass sie jeden Tag in einem gewissen Abstand zum vorigen Meridian verläuft.

### Satellitenbahn
Die ERS-Satelliten umkreisten die Erde auf einer sonnensynchronen Umlaufbahn in zuerst 800 km bei einer Inklination von 98,5°. Die Bahnspur führt etwa 900 km an den Polen vorbei. Die Satelliten rasterten die Erde streifenweise ab und erreichen den Ausgangspunkt nach 35 Tagen. Die Umlaufbahn war als Frozen orbit ausgelegt.

## Instrumente der ERS-Satelliten

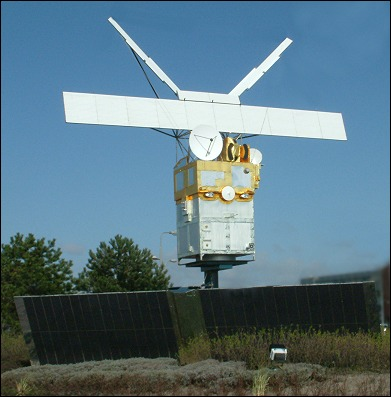
Modell des ERS (Strahler im Vordergrund als Größenreferenz)

Das wichtigste Messgerät war ein C-Band Synthetic Aperture Radar mit einer Bodenauflösung von 30 m × 30 m. Es war um 12° nach links und rechts schwenkbar und erfasste einen 100 km breiten Streifen auf der Erde. Aufgrund der sonnensynchronen Bahn sah es die Oberfläche immer zur gleichen Ortszeit.
ERS-2 trägt zusätzlich zum Instrumentarium des ERS-1 das GOME-Spektrometer. Weitere Messgeräte sind:
1. Radar-Altimeter zur Höhenmessung über Meer oder Eisflächen: ein Ku-Band-Sender mit 13,8 GHz, der senkrechte Mikrowellen abstrahlte und die Laufzeit des Echos maß. Daraus ließen sich Daten über Wellenhöhe, Wind, Meeresspiegelhöhe, Gezeiten, Eisflächen und Geoidgestalt ableiten.
2. ATSR (Along-Track Scanning Radiometer): ein abbildendes Infrarot-Radiometer (IRR), kombiniert mit einer passiven Mikrowellen-Sonde (MWS). Das IRR maß in vier Kanälen die Wolken-, Boden- und Meerestemperatur mit einer Genauigkeit von 0,2 bis 0,5°. Zusätzlich wurde auch der sichtbare Bereich zur Vegetationsanalyse erfasst. Das MWS verfügte über zwei Kanäle für die Bestimmung des Gesamt-Wassergehalts in der Atmosphäre über einer Bodenspur von 20 km Breite.
3. GOME (Global Ozone Monitoring Experiment) war ein hochauflösendes Spektrometer für UV- und sichtbare Strahlung. Ab 1996 lieferte die ESA über CD-ROM oder Internet 3-Tages-Datensätze über Bewölkung und die atmosphärische Ozon- und Stickstoffdioxid-Verteilung. GOME spürte auch einige weitere Spurengase (Brommonoxid, Schwefeldioxid, Formaldehyd, Chlordioxid, O2-O2 Dimer) und Aerosole in der Luft auf. Dieses Instrument ist nur an Bord von ERS 2
4. MWS/MWR (Microwave Sounder & Radiometer): passives Radiometer (23,8 und 36,5 GHz) zur Analyse des Wasserdampfs in der Atmosphäre. Damit verbesserte sich die Höhenbestimmung (Altimetrie), da Wasserdampf und Wassertropfen den scheinbaren Weg des Echosignals verlängern.
5. SAR (Synthetic Aperture Radar) einschließlich AMI-Modus (active microwave instrumentation):
  1. Abbildungsmodus für Bilder der Erdoberfläche mit einer Auflösung von 8–20 m innerhalb eines 100-km-Streifens,
  2. Wellenmodus für die Analyse von Meereswellen und Bestimmung der Windrichtung und -geschwindigkeit. Das Windscatterometer maß die veränderte Rückstrahlung des Meeres, die von den kleinen Rippelwellen und ihrer Windenergie abhängt.
6. PRARE (Precise Range and Range Rate Equipment): Allwetter-Distanzmessung für die hochpräzise Bahnbestimmung und für Satellitengeodäsie – z. B. zur Analyse des Erdschwerefeldes oder der Plattentektonik.
7. LRR (Laser-Retroreflector): Infrarot-Reflektor für gepulste Laserstrahlen spezieller Bodenstationen, welche die zugehörigen Messgeräte zur Vermessung der Bahn hatten.

### Innovation durch Kombination
Nach dem Start von ERS-2 konnten die SAR-Sensoren von ERS-1 und ERS-2 in sehr kurzen Zeitabständen (in der Regel einem Tag) dieselbe Erdoberfläche erfassen und diese Daten für Interferometrie benutzt werden. Dabei führen die leicht verschiedenen Orbits der zwei Satelliten (in der Regel wenige 100 Meter) zu leicht unterschiedlichen „Blickwinkeln“ desselben Gebietes der Erdoberfläche. Durch rechnerische Kombination der zwei Aufnahmen konnten somit entweder digitale Höhenmodelle der Erdoberfläche erstellt werden oder auch kleine Bewegungen der Erdoberfläche zwischen den zwei Aufnahmen auf etwa einen Zentimeter genau erfasst und sichtbar gemacht werden (differentielle Radar-Interferometrie, DInSAR).
So lieferten die Satelliten Daten über Veränderungen der Erdoberfläche vor oder nach einem Vulkanausbruch oder über Verschiebungen der Erdoberfläche durch Erdbeben. Die Expansion einer Lavakammer des Ätna oder die Vorhersage der Schlammlawine eines Vulkans in Island waren weitere Beispiele.
Eine ähnliche Kombination von zwei SAR-Sensoren wird mit dem Satelliten TerraSAR-X durchgeführt. Ab Ende 2010 leitete dieser gemeinsam mit dem nahezu baugleichen Satelliten TanDEM-X eine mehrjährige gemeinsame interferometrische Mission ein.

### Zusatznutzen
Der Satellit dient neben der Erreichung von Forschungszielen auch für die Internationale Charta für Weltraum und Naturkatastrophen.

## Zustand der Satelliten
ERS-1 ist am 10. März 2000 ausgefallen, übertraf aber die geplante Nutzungsdauer um das Doppelte. Der Satellit ist nicht mehr steuerbar und befindet sich weiterhin im Orbit.
Im Juni 2003 fiel der Bandspeicher von ERS-2 aus. Der Satellit konnte die Signale nicht mehr zwischenspeichern, die er bei einer Erdumrundung in 100 Minuten registrierte. Er sendete nur noch die Daten, die er gerade aufnahm, wenn er für 10 Minuten Kontakt mit einer Bodenstation hatte. Durch ein ausgedehntes, internationales Netz von Bodenstationen wurde dieser Nachteil jedoch so gut wie möglich ausgeglichen.
Seit Februar 2001 führten Probleme mit den Kreiselsensoren zu gewissen Einschränkungen in der Nutzbarkeit einiger Sensoren. Diese Probleme konnten 2003 teilweise durch eine neue Software-Steuerung ausgeglichen werden. Ansonsten arbeitete ERS-2 bis 2011 einwandfrei.
Ende 2007 und Anfang 2008 wurde eine Tandem-Mission mit dem ESA-Satelliten Envisat durchgeführt, bei der durch den zeitlich versetzten Überflug (ca. 30 Minuten Differenz) wichtige neue Daten gewonnen wurden, so z. B. über sich rasch verändernde Gletscher in der Arktis.
Am 5. Juli 2011 gab die ESA das Ende der Mission von ERS-2 bekannt. Ab dem 6. Juli wurde die Bahnhöhe des Satellits durch mehrere Bremszündungen von 800 km auf 550 km abgesenkt, wo das Kollisionsrisiko geringer ist. Weiterhin wurden alle Tanks geleert und die Batterien entladen, um zu verhindern, dass Explosionen an Bord weitere Weltraumtrümmer erzeugen. Das letzte Kommando an ERS-2 wurde am 5. September 2011 um 13:16 UTC gesendet. Mit 5981 Tagen (über 16 Jahre) war ERS-2 der bis dahin am längsten aktive Satellit der ESA. Der Satellit ist am 21. Februar 2024 beim Eintritt in die Erdatmosphäre über dem Pazifik fast vollständig verglüht.

## Rezeption
Die Satelliten sind Namensgeber für den Ers-Eisstrom auf der Antarktischen Halbinsel.